# Santa Gertrudis kommun
Santa Gertrudis är en kommun i Mexiko.   Den ligger i delstaten Oaxaca, i den sydöstra delen av landet, 400 km sydost om huvudstaden Mexico City.
Följande samhällen finns i Santa Gertrudis:
- San José Guelatová de Díaz